# Gargiolli
Gargiolli è una famiglia della nobiltà, per quanto rilevasi dalle più antiche memorie scritte, trae la sua origine da Settignano, borgo poco distante da Firenze.

## Storia familiare
Massaio di Gargiolla avo del celebre Andrea Gargiolli, viveva a Settignano nel secolo XIII. Settignano e Firenze serbano ancora monumenti che attestano l'antico splendore di questa famiglia.
Oltre alla Cittadinanza Fiorentina ereditaria la famiglia Gargiolli è iscritta alla Nobiltà del Sacro Romani Impero, alla Nobiltà di Mantova e di Guastalla ed all'Insigne Militare Ordine di S.Stefano Papa e Martire di Toscana.
Questi titoli la rendono di diritto Famiglia Patrizia.
La famiglia Gargiolli imparentata con i Cioli, gli Albertini, i Giudi, i Nocetti, i Borini, i Malaspina, i Cocchi e con altre famiglie Nobili, si è sempre distinta in ogni genere di disciplina, e conta tra li altri i seguenti soggetti dei quali conviene fare menzione:
Ser Nardo di Massajo di Gargiolla, nel secolo XIV fu Notaio Pubblico.
Francesco di Guccio del Massajo nel 1367 siede come Priore nella Signoria della Repubblica Fiorentina.
Andrea di Massajo di Gargiolla nel 1407 fu Generale nelle Galee e Fuste della Repubblica Fiorentina e nel 1412 Governatore di Portovenere.
Giovanni Gargiolli artefice con grande maestria del disegno delle spalliere del Coro della Chiesa di Santa Maria Novella di Firenze.
Francesco Gargiolli che fu artefice nel 1574 del disegno dell'altare maggiore e di quattro statue nelle nicchie laterali della Chiesa di Ognissanti di Firenze
Giovanni Antonio Gargiolli che nel 1593 fu nominato dall'Imperatore Rodolfo II D'Asburgo, Nobile del Sacro Romano Impero.
Guglielmo Gargiolli Professore all'Università di Siena e Precettore dei Paggi del Gran Duca. Nel secolo XVII, fu incaricato da Ferdinando II D'Asburgo, insieme a Giovan Francesco Cantagallina, Alessandro Bartolotti, e Pietro Petruccini, di disseccare il lago di Castiglione, e riconobbe che introducendovi l'Ombrone le torbe di questo fiume avrebbero livellato il lago e migliorare la salubrità, in quell'epoca, nella Maremma di Siena.
Domenico Maria Gargiolli e Giovan Martino Gargiolli erano fratelli e figli di Giovan Pietro Gargiolli, entrambi furono ammessi al ruolo di Cortegiani dai Principi; Francesco Maria Cardinale De'Medici, fratello di Cosimo De' Medici, e dal Principe Mattias De' Medici, zio del Gran Duca.
Domenico Maria Gargiolli fu nominato Cavaliere Milite nell'Insigne militare Ordine di Santo Stefano Papa e Martire di Toscana, fondandovi una Commenda di Patronato.
Domenico Gargiolli soprannominato Micco Spadaro nel secolo XVIII, fu un pittore paesaggista famoso e figurista della Scuola di Aniello Falcone.
Laura Gargiolli fu una monaca nell'Ospedale di San Matteo a Firenze (oggi Accademia delle Belle Arti di Firenze), con il nome di Suor Maria Celeste. Nel 1693 fu eletta Priora del suo Monastero e Ospedale, mori nel 1707.
La famiglia è iscritta nell'Elenco Ufficiale Italiano del 1922 col titolo di Patrizia di Firenze in persona dei discendenti di Andrea e di Lorenzo Gargiolli; e nella persona di Ugolino Desiderio figlio di Andrea, di Lorenzo, e dei discendenti di Antonio figlio di Pietro Gargiolli.
Questi ultimi erano stati inscritti nell'elenco del 1922 come nobili di Firenze; ma con deliberazione successiva la Consulta Araldica riconobbe che dovevano essere inscritti come Patrizi appartenendo alla stessa famiglia (dei predetti Lorenzo di Andrea, e di Ugolino Desiderio di Andrea) che era stata ammessa al patriziato con Rescritto 13 luglio 1855.

## Personalità
- Guglielmo Gargiolli (1601–1700), matematico
- Girolamo Gargiolli (1796–1869), consigliere del Granducato di Toscana e letterato
- Corrado Gargiolli (1834–1885), poeta e letterato
- Giovanni Gargiolli (1838–1913), fotografo
- Carlo Gargiolli (1840–1887), filologo

## Architetture
- Palazzo Gargiolli a Firenze
- Palazzo Gargiolli a Fivizzano (Massa-Carrara), sede della cinquecentesca Accademia degli Imperfetti.
- Tenuta di San Terenzo Monti